# Флаг Сорска
Флаг муниципального образования город Сорск Республики Хакасия Российской Федерации.
Флаг утверждён 28 ноября 2006 года и внесён в Государственный геральдический регистр Российской Федерации с присвоением регистрационного номера 3269.
Флаг является официальным символом муниципального образования город Сорск.

## Описание
«Флаг представляет собой прямоугольное голубое полотнище с отношением ширины к длине 2:3, несущее со смещением к древку жёлтое изображение летящего орла и в крыже — белое изображение цветка эдельвейса».

## Обоснование символики
Флаг составлен на основании герба города Сорска по правилам и соответствующим традициям вексиллологии и отражает исторические, географические и национальные традиции.
Стилизованный белый (серебряный) цветок эдельвейса на флаге города многозначен:
— его цвет символически связывается с минералами молибдена, также белого цвета.
Первые находки молибденовой руды представляли собой отдельные камешки нежно-серебристого цвета, рассыпанные по земле подобно цветкам эдельвейса, растущего на прекрасных полях и склонах Кузнецкого Алатау;
— сложная форма цветка символизирует трудности, связанные с добычей молибденовой руды и её превращением в металл;
— расположенный вверху голубого полотнища он символизирует космический объект (спутник, ракету, станцию) на фоне чистого неба;
— строгая красота цветка подчёркивает стойкость и мужество жителей Сорска в борьбе с суровой природой.
«Сорск», согласно геологическому словарю, — «сердитая, суровая, неугомонная Земля».
Жёлтый (золотой) горный орёл олицетворяет мощь молибденового комбината, наиболее крупного предприятия цветной металлургии Хакасии. В 1936 году в окрестностях Сорска было открыто уникальное месторождение молибденовых руд — «звёздного металла», как называют его в народе, используемого при создании космических аппаратов (ракет, спутников и др.).
Голубой цвет (лазурь) символизирует мир, чистоту неба, истину, возвышенные устремления и честь.
Жёлтый цвет (золото) — символ высшей ценности, прочности, силы, великодушия, солнечного света и рассвета.
Белый цвет (серебро) — символ простоты, совершенства, благородства, мира, сотрудничества.